# Argostemma hirsutum
Argostemma hirsutum är en måreväxtart som beskrevs av Henry Nicholas Ridley. Argostemma hirsutum ingår i släktet Argostemma och familjen måreväxter. Inga underarter finns listade i Catalogue of Life.